# 脳内ワードQ ヒキダス!
『脳内ワードQ ヒキダス!』（のうないワードクイズ ヒキダス!）は、2012年1月17日から3月27日まで一部のTBS系列で放送されていたクイズバラエティ番組である。通称『ヒキダス』。

## 概要
2011年9月28日に放送された特別番組「流行研Q! コレキテル」（りゅうこうけんきゅう! コレキテル）のレギュラー版。「コレキテル」では流行している物事を出題するのに対し、レギュラー版では「頭の片隅にきっとある“脳内ワード”」をクイズで出題する内容に変更されている。
元々3か月限定のレギュラー番組であり、予定通り3月で終了したが、6月14日に『スパモク!!』にてスペシャル版が放送された。

## 出演者

### レギュラー版

#### MC
- 田村淳（ロンドンブーツ1号2号）

#### 解答者
- ブラックマヨネーズ（小杉竜一・吉田敬）
- ゲスト（ヒキダシスト、毎回3名程度）

## ルール

### パイロット版（流行研Q! コレキテル）
- 流行している物事や旬な情報をテーマにクイズを出題。クイズの解答者は出演者の中から5人が選ばれ、1人に1問ずつ、1セットで5問出題する。
- 1セットで出題する問題は答えの頭文字を並べると五十音のある段になるようになっている。（例えば「アイウエオ」であった場合、1問目の答えは「ア」、2問目は「イ」…5問目は「オ」で始まる。また「カキクケコ」など濁点や半濁点がつくものは「ガ」や「ギ」で始まるものも出題される。）
- 解答中は時間切れになるまで何度回答しても構わない。また答えのヒントとして、カタカナ表記の答えが1文字ずつスクロールで表示され、最後から2文字目が出ききった時点で時間切れ・不正解とみなされる。
- 正解した場合の賞金は1問につき、1000円から時間が経過するにつれ50円ずつ減額され、時間切れの場合は0円。
- 合計された賞金を頭割りした額が、1人分の賞金となる。
- 最終セットで1問も正解出来なかった場合、賞金全額没収。

### レギュラー版（脳内ワードQ ヒキダス!）
- お店のロゴに書かれている単語や曲の歌詞にある一部分など、一度は見聞きしているであろう物事について出題。クイズの解答者はブラックマヨネーズの2人とゲスト（ヒキダシスト）3人で固定。放送1回につき3セット出題。
- 出題される答えの頭文字を並べると五十音のある段になる（例外あり）など、出題の傾向はパイロット版と同じ。
- 解答の制限時間は10秒。答えは2文字目以降は表示されず、解答者の答えと合っている部分までしか表示されない。
- 正解発表後には「＋ヒキダス!」と題し、答えに関しての豆知識を紹介するコーナーがある。
- 1問ごとの賞金はないが、5人全員が正解した場合ボーナスとして5万円。（第2回まで10万円。）
- 最終問題は「ラストヒキダス!」と題し、15問中の正解数×3秒の制限時間内に番組セットの引き出し中にある、ある物の一部分からそれが何かを解答する。正解できた場合は、賞金10万円獲得（初回のみ50万円）。正解出来なかった場合は「お仕置き」（内容は不明）。

### スペシャル版
A・Bブロックそれぞれ3チームに分かれて対決。4ゲーム行い、獲得得点の多いチームが賞金50万円獲得をかけた決勝戦進出。
1stヒキダス
全員参加の早押しクイズ。商品のロゴなどから商品名を答える、歌詞を再現したドラマ映像を見て元の曲を答える、有名人の幼少期の写真を見て誰かを答えるなどの問題に挑戦。全員がヘッドホンをした状態で解答し、早押しで解答権を得た後に解答。正解なら勝ち抜け、制限時間内は他の人が解答中もタイマーは止まらない。1人正解するたびに10ポイント獲得。
2ndヒキダス
回転するテーブルに乗り、目の前のモニターに出された問題（結婚相手から相手の名前、お菓子のロゴから企業名など）を答える。1問あたりの制限時間は5秒、解答時間中は何度答えても構わない、ただし、9問目以降は制限時間が3秒になる。1チームにつき1問10ポイント、1回16問、各チーム2回挑戦。
3rdヒキダス
各チームの20代、30代、40代、50代以上のメンバーそれぞれによる早押し対決。各世代で正解率が高い「知っていて当然のもの（映画やドラマのワンシーンから映画・ドラマ名、曲の振り付けから曲名など）」を答える。制限時間は15秒、1stヒキダスと違い、他のチームが解答中はタイマーが止まる。正解したチームは10ポイント、負けたチームはお仕置きとしてチーム全員がセットの引き出しに挟まれる。制限時間15秒以内に全チームわからなかった場合は全チームがお仕置きを受ける。セットの引き出しに挟まれた状態で正解したら、再びセットの引き出しが開放される。
4thヒキダス
出された物に足りない物をチーム全員で書き足す。正解で60ポイント、不正解でお仕置き。3問出題（最終問題は2個所を直す）。
決勝戦 ラストヒキダス
決勝進出チームがスタジオから退出している間に淳がA～Eの引き出しのうち1つに50万円を入れ、各引き出しにコメントや細工を行う。スタジオに戻ったチームは淳の考えを読み1つの引き出しを選択。選んだ引き出しに50万円が入っていれば賞金獲得。

## 放送記録
| 回           | 放送日（TBS）                                          | ゲスト解答者（50音順) |
| ------------ | ------------------------------------------------------ | --- |
| パイロット版 | 2011年9月28日                                          | 麻木久仁子、有吉弘行、狩野英孝、サバンナ、SHELLY、スリムクラブ、塚地武雅（ドランクドラゴン）、トリンドル玲奈、西川史子、藤本美貴、本村健太郎                                                                     |
| 1            | 2012年1月17日                                          | 有吉弘行、千秋、峯岸みなみ（AKB48） |
| 2            | 2012年1月24日                                          | 島崎和歌子、後藤輝基（フットボールアワー）、指原莉乃（AKB48） |
| 3            | 2012年1月31日                                          | 河本準一（次長課長）、鈴木奈々、矢口真里 |
| 4            | 2012年2月7日                                           | 田中卓志（アンガールズ）、木下優樹菜、柳原可奈子 |
| 5            | 2012年2月14日                                          | 藤森慎吾（オリエンタルラジオ）、トリンドル玲奈、近藤春菜（ハリセンボン） |
| 6            | 2012年2月21日                                          | 高橋茂雄（サバンナ）、はるな愛、中村静香 |
| 7            | 2012年2月28日                                          | 綾部祐二（ピース）、眞鍋かをり、藤本敏史（FUJIWARA） |
| 8            | 2012年3月6日                                           | IMALU、岡田圭右（ますだおかだ）、馬場園梓（アジアン） |
| 9            | 2012年3月13日                                          | 木下隆行（TKO）、陣内智則、芹那（SDN48） |
| 10           | 2012年3月20日                                          | SHELLY、井上裕介（NON STYLE）、光浦靖子 |
| 11           | 2012年3月27日 「ドーパミン大放出SP」 （23:50 - 24:50） | ブラックマヨネーズチーム：田中卓志（アンガールズ）、鈴木奈々、塚地武雅（ドランクドラゴン） 遠藤チーム：遠藤章造（ココリコ）、ビビる大木、藤本敏史（FUJIWARA）、菊地亜美（アイドリング!!!）、高橋茂雄（サバンナ） |
| スペシャル版 | 2012年6月14日 （19:00 - 20:54）                        | |

## ネット局・放送時間

### パイロット版
| 放送対象地域   | 放送局                    | 系列    | 放送日時                               | 遅れ日数   |
| -------------- | ------------------------- | ------- | -------------------------------------- | ---------- |
| 関東広域圏     | TBSテレビ（TBS）          | TBS系列 | 2011年9月28日 23:50 - 翌0:50           | 制作局     |
| 北海道         | 北海道放送（HBC）         | TBS系列 | 2011年9月28日 23:50 - 翌0:51           | 同時ネット |
| 山形県         | テレビユー山形（TUY）     | TBS系列 | 2011年9月28日 23:50 - 翌0:50           | 同時ネット |
| 福島県         | テレビユー福島（TUF）     | TBS系列 | 2011年9月28日 23:50 - 翌0:50           | 同時ネット |
| 新潟県         | 新潟放送（BSN）           | TBS系列 | 2011年9月28日 23:50 - 翌0:50           | 同時ネット |
| 静岡県         | 静岡放送（SBS）           | TBS系列 | 2011年9月28日 23:50 - 翌0:50           | 同時ネット |
| 岡山県・香川県 | 山陽放送（RSK）           | TBS系列 | 2011年9月28日 23:50 - 翌0:50           | 同時ネット |
| 福岡県         | RKB毎日放送（RKB）        | TBS系列 | 2011年9月28日 23:50 - 翌0:50           | 同時ネット |
| 沖縄県         | 琉球放送（RBC）           | TBS系列 | 2011年9月28日 23:50 - 翌0:50           | 同時ネット |
| 青森県         | 青森テレビ（ATV）         | TBS系列 | 2011年10月6日 23:50 - 翌0:50           | 8日遅れ    |
| 中京広域圏     | 中部日本放送（CBC）       | TBS系列 | 2011年10月6日 23:50 - 翌0:50           | 8日遅れ    |
| 熊本県         | 熊本放送（RKK）           | TBS系列 | 2011年10月8日（7日深夜） 0:30 - 1:30   | 9日遅れ    |
| 石川県         | 北陸放送（MRO）           | TBS系列 | 2011年10月21日（20日深夜） 0:37 - 1:37 | 22日遅れ   |
| 鳥取県・島根県 | 山陰放送（BSS）           | TBS系列 | 2011年10月26日 23:50 - 翌0:50          | 28日遅れ   |
| 鹿児島県       | 南日本放送（MBC）         | TBS系列 | 2011年11月12日 15:54 - 16:54           | 45日遅れ   |
| 富山県         | チューリップテレビ（TUT） | TBS系列 | 2012年1月3日 23:40 - 翌0:40            | 97日遅れ   |

### レギュラー版
| 放送対象地域   | 放送局                | 系列    | 放送日時                     | 遅れ日数   |
| -------------- | --------------------- | ------- | ---------------------------- | ---------- |
| 関東広域圏     | TBSテレビ（TBS）      | TBS系列 | 火曜 23:50 - 翌0:20          | 制作局     |
| 山形県         | テレビユー山形（TUY） | TBS系列 | 火曜 23:50 - 翌0:20          | 同時ネット |
| 福島県         | テレビユー福島（TUF） | TBS系列 | 火曜 23:50 - 翌0:20          | 同時ネット |
| 静岡県         | 静岡放送（SBS）       | TBS系列 | 火曜 23:50 - 翌0:20          | 同時ネット |
| 石川県         | 北陸放送（MRO）       | TBS系列 | 火曜 23:50 - 翌0:20          | 同時ネット |
| 熊本県         | 熊本放送（RKK）       | TBS系列 | 火曜 23:50 - 翌0:20          | 同時ネット |
| 北海道         | 北海道放送（HBC）     | TBS系列 | 金曜 0:20 - 0:50（木曜深夜） | 9日遅れ    |
| 福岡県         | RKB毎日放送（RKB）    | TBS系列 | 金曜 1:25 - 1:55（木曜深夜） | 9日遅れ    |
| 宮城県         | 東北放送（TBC）       | TBS系列 | 土曜 0:55 - 1:25（金曜深夜） | 10日遅れ   |
| 青森県         | 青森テレビ（ATV）     | TBS系列 | 月曜 23:50 - 翌0:20          | 13日遅れ   |
| 岡山県・香川県 | 山陽放送（RSK）       | TBS系列 | 水曜 23:50 - 翌0:20          | 15日遅れ   |
| 中京広域圏     | 中部日本放送（CBC）   | TBS系列 | 木曜 23:50 - 翌0:20          | 16日遅れ   |
| 広島県         | 中国放送（RCC）       | TBS系列 | 水曜 0:20 - 0:50（火曜深夜） | 不明       |

### スペシャル版
| 放送対象地域   | 放送局                    | 系列    | 放送日時                    | 遅れ日数   |
| -------------- | ------------------------- | ------- | --------------------------- | ---------- |
| 関東広域圏     | TBSテレビ（TBS）          | TBS系列 | 2012年6月14日 19:00 - 20:54 | 制作局     |
| 北海道         | 北海道放送（HBC）         | TBS系列 | 2012年6月14日 19:00 - 20:54 | 同時ネット |
| 青森県         | 青森テレビ（ATV）         | TBS系列 | 2012年6月14日 19:00 - 20:54 | 同時ネット |
| 岩手県         | IBC岩手放送（IBC）        | TBS系列 | 2012年6月14日 19:00 - 20:54 | 同時ネット |
| 山形県         | テレビユー山形（TUY）     | TBS系列 | 2012年6月14日 19:00 - 20:54 | 同時ネット |
| 福島県         | テレビユー福島（TUF）     | TBS系列 | 2012年6月14日 19:00 - 20:54 | 同時ネット |
| 新潟県         | 新潟放送（BSN）           | TBS系列 | 2012年6月14日 19:00 - 20:54 | 同時ネット |
| 長野県         | 信越放送（SBC）           | TBS系列 | 2012年6月14日 19:00 - 20:54 | 同時ネット |
| 静岡県         | 静岡放送（SBS）           | TBS系列 | 2012年6月14日 19:00 - 20:54 | 同時ネット |
| 富山県         | チューリップテレビ（TUT） | TBS系列 | 2012年6月14日 19:00 - 20:54 | 同時ネット |
| 鳥取県・島根県 | 山陰放送（BSS）           | TBS系列 | 2012年6月14日 19:00 - 20:54 | 同時ネット |
| 岡山県・香川県 | 山陽放送（RSK）           | TBS系列 | 2012年6月14日 19:00 - 20:54 | 同時ネット |
| 広島県         | 中国放送（RCC）           | TBS系列 | 2012年6月14日 19:00 - 20:54 | 同時ネット |
| 愛媛県         | あいテレビ（ITV）         | TBS系列 | 2012年6月14日 19:00 - 20:54 | 同時ネット |
| 長崎県         | 長崎放送（NBC）           | TBS系列 | 2012年6月14日 19:00 - 20:54 | 同時ネット |
| 山梨県         | テレビ山梨（UTY）         | TBS系列 | 2012年6月21日 19:00 - 20:54 | 7日遅れ    |
| 石川県         | 北陸放送（MRO）           | TBS系列 | 2012年6月21日 19:00 - 20:54 | 7日遅れ    |
| 熊本県         | 熊本放送（RKK）           | TBS系列 | 2012年6月21日 19:00 - 20:54 | 7日遅れ    |
| 鹿児島県       | 南日本放送（MBC）         | TBS系列 | 2012年7月15日 14:00 - 15:54 | 31日遅れ   |
| 宮城県         | 東北放送（TBC）           | TBS系列 | 2012年7月22日 14:00 - 16:00 | 38日遅れ   |
| 中京広域圏     | 中部日本放送（CBC）       | TBS系列 | 2013年1月2日 8:00 - 9:54    | 202日遅れ  |

## スタッフ
- ナレーター：中川亜紀子、高野貴裕
- 構成：とちぼり元、加藤淳一郎
- TM：長谷川晃司
- TD：山田賢司
- VE：佐藤公幸、後藤静香
- 撮影：中村年正
- 音声：石堂遼子
- 照明：伊倉邦夫、清水朝彦
- 美術プロデューサー：三須明子
- デザイン：木村真梨子
- 美術制作：渡邊秀和
- 装置：相良比佐夫
- 操作：坂上好明
- メカシステム：庄子泰広
- 電飾：井上大華
- 特殊装置：高橋出
- 装飾：東山浩美
- メイク：後藤満紀子
- 編集：竹内敏雅（IMAGICA）
- MA：三井慎介（IMAGICA）
- TK：鈴木裕恵
- 音効：高田智彰
- CG：キャニットG
- リサーチ：鈴木秀貴、佐藤直也、アイヴリックスタジオ
- 編成：渡辺信也
- 宣伝：小林久幸
- AP：笠井彩
- 制作進行：藤田由美
- デスク：石川素子
- AD：渡部一貴、吉田憲祐、筒井龍、小舘百子、植木香保瑠、足立幸
- ディレクター：齋藤慎一、小林啓之、多田隆人、牧田安弘、武田喜栄、鈴木博久、長沢孝至、作井正浩、伊藤淳一
- 演出：中村秀樹
- プロデューサー：小林弘典、荻原朋子、西口晃彦
- チーフプロデューサー：近藤誠
- 制作協力：IVSテレビ制作
- 製作著作：TBS